# Muara Dua (Nasal)
Muara Dua is een bestuurslaag in het regentschap Kaur van de provincie Bengkulu, Indonesië. Muara Dua telt 1098 inwoners (volkstelling 2010).